# Ер (річка)
Ер (фр. Eure фр. вимова: [œʁ] ( прослухати), давня назва – лат. Autura) — річка на північному заході Франції. Бере свій початок у регіональному природному парку Перш, поблизу Ла-Ланд-сюр-Ер, на висоті 220 метрів, де вона утворюється з багатьох струмків. Ер тече у верхній течії на південний схід, повертає на північ біля Шартра і впадає приблизно через 229 кілометрів у Сен-П'єр-лез-Ельбеф як ліва притока в Сену. Естуарій річки є так званим затриманим естуарієм: досягнувши Сену вже біля Пон-де-л'Арш, Ер протікає паралельно ще шість кілометрів, поки нарешті не з'єднується з нею. Два департаменти названі на честь Ер, а саме Ер і Ер і Луар.

## Департаменти, через які протікає Ер
в регіоні Нормандія
- Орн
- Ер
- Приморська Сена

в регіоні Центр — Долина Луари
- Ер і Луар

## Населені пункти на річці Ер
(порядок у напрямку течії)
- Ла Ланд-сюр-Ер
- Курвіль-сюр-Ер
- Сен-Жорж-сюр-Ер
- Шартр
- Ментенон
- Ножан-Ле-Руа
- Дре
- Марсії-сюр-Ер
- Езі-сюр-Ер
- Іврі-ла-Батай
- Пасі-сюр-Ер
- Лув'є
- Валь-де-Рей
- Пон-де-л'Арш
- Сен-П'єр-ле-Ельбеф